# Campionato mondiale femminile di calcio 2015
Il campionato mondiale femminile di calcio 2015 è stata la settima edizione ufficiale della manifestazione, svoltosi fra il 6 giugno e il 5 luglio 2015 in Canada. Il campionato è stato vinto dagli Stati Uniti per la terza volta, avendo sconfitto in finale il Giappone per 5-2.
Con la finale Stati Uniti-Giappone sono stati eguagliati alcuni record precedentemente stabiliti a livello maschile: il maggior numero di reti realizzate in una finale (sette, come nella finale maschile del 1958, Svezia-Brasile), la tripletta individuale di Carli Lloyd (come Geoff Hurst nel 1966), stesse finaliste a distanza di quattro anni (come Germania vs Argentina, 1986 e 1990), il record di calciatrice più anziana a vincere il trofeo della quarantenne Christie Rampone (già campionessa del mondo nel 1999), come Dino Zoff nel 1982.

## Selezione della nazione ospitante
Il processo di candidatura prevedeva anche l'assunzione di responsabilità a organizzare anche i Mondiali Under-20 del 2014, così come avviene per la Confederations Cup in campo maschile. Le candidature dovevano essere presentate entro il dicembre 2010, con scelta finale a marzo 2011.
Le due candidate erano:
- Canada
- Zimbabwe

ma lo Zimbabwe si ritirò dalla corsa il 1º marzo 2011, lasciando come unica opzione dell'organizzazione dell'evento alla nazione nordamericana.

## Stadi
Il torneo venne disputato in sei stadi ufficializzati il 4 maggio 2012. Vista la politica della FIFA avversa all'uso degli sponsor nei nomi degli stadi, per il solo campionato mondiale l'Investors Group Field di Winnipeg venne rinominato Winnipeg Stadium e il TD Place Stadium di Ottawa venne rinominato Lansdowne Stadium.
| Vancouver                                           | Edmonton                                            | Montréal                                 | Moncton                              |
| --------------------------------------------------- | --------------------------------------------------- | ---------------------------------------- | ------------------------------------ |
| BC Place                                            | Commonwealth Stadium                                | Stadio Olimpico                          | Moncton Stadium                      |
| Capacità: 54 320                                    | Capacità: 56 302                                    | Capacità: 56 040                         | Capacità: 13 000                     |
|                                                     |                                                     |                                          |                                      |
| Edmonton Moncton Montréal Ottawa Vancouver Winnipeg | Edmonton Moncton Montréal Ottawa Vancouver Winnipeg | Winnipeg                                 | Ottawa                               |
| Edmonton Moncton Montréal Ottawa Vancouver Winnipeg | Edmonton Moncton Montréal Ottawa Vancouver Winnipeg | Investors Group Field (Winnipeg Stadium) | TD Place Stadium (Lansdowne Stadium) |
| Edmonton Moncton Montréal Ottawa Vancouver Winnipeg | Edmonton Moncton Montréal Ottawa Vancouver Winnipeg | Capacità: 33 422                         | Capacità: 24 000                     |
| Edmonton Moncton Montréal Ottawa Vancouver Winnipeg | Edmonton Moncton Montréal Ottawa Vancouver Winnipeg |                                          |                                      |

## Qualificazioni
Nazioni qualificate
     Nazioni non qualificate
     Nazioni non partecipanti
     Nazioni non membri FIFA

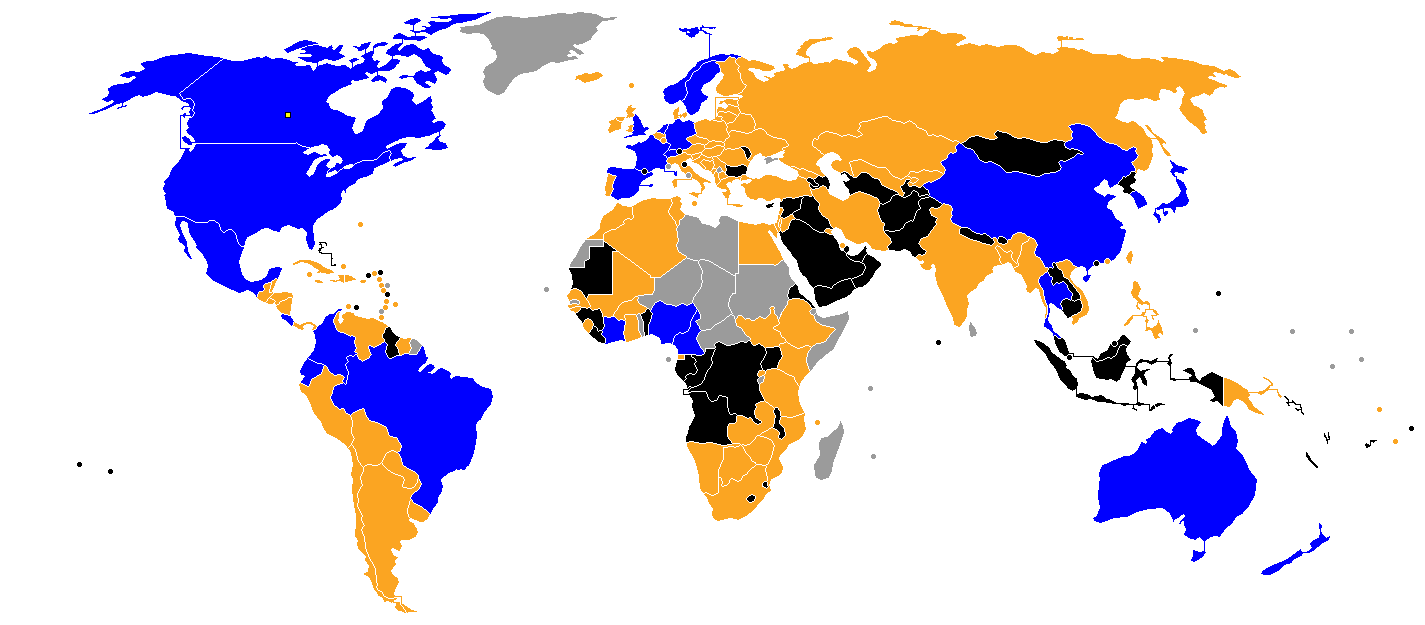
Nazioni qualificate
Nazioni non qualificate
Nazioni non partecipanti
Nazioni non membri FIFA

Per questo torneo il numero di squadre partecipanti è stato allargato da 16 a 24, con un numero di partite da disputare che è salito da 32 a 52. L'11 giugno 2012 la FIFA ha annunciato una modifica nella distribuzione dei posti per le sei federazioni alla luce dell'aumento delle squadre partecipanti da 16 a 24.
- AFC (Asia): 5 posti,
- CAF (Africa): 3 posti,
- CONCACAF (Centro e Nord America, Caraibi): 3 posti,
- CONMEBOL (Sud America): 2 posti,
- OFC (Oceania): 1 posto,
- UEFA (Europa): 8 posti,
- nazione ospitante (Canada): 1 posto,
- Spareggio tra CONCACAF e CONMEBOL: 1 posto.

## Squadre partecipanti
| Pr. | Squadra        | Data di qualificazione certa | Confederazione | Partecipante in quanto                                         | Ultima presenza  |
| --- | -------------- | ---------------------------- | -------------- | -------------------------------------------------------------- | ---------------- |
| 1   | Canada         | 3 marzo 2011                 | CONCACAF       | Rappresentativa della nazione organizzatrice della fase finale | Germania 2011    |
| 2   | Cina           | 17 maggio 2014               | AFC            | Semifinalista nella Coppa d'Asia 2014                          | Cina 2007        |
| 3   | Corea del Sud  | 17 maggio 2014               | AFC            | Semifinalista nella Coppa d'Asia 2014                          | Stati Uniti 2003 |
| 4   | Giappone       | 18 maggio 2014               | AFC            | Vincitore della Coppa d'Asia 2014                              | Germania 2011    |
| 5   | Australia      | 18 maggio 2014               | AFC            | Secondo posto nella Coppa d'Asia 2014                          | Germania 2011    |
| 6   | Thailandia     | 21 maggio 2014               | AFC            | Quinto posto nella Coppa d'Asia 2014                           | Debutto          |
| 7   | Svizzera       | 15 giugno 2014               | UEFA           | Vincitore del gruppo 3 di qualificazione UEFA                  | Debutto          |
| 8   | Inghilterra    | 21 agosto 2014               | UEFA           | Vincitore del gruppo 6 di qualificazione UEFA                  | Germania 2011    |
| 9   | Norvegia       | 13 settembre 2014            | UEFA           | Vincitore del gruppo 5 di qualificazione UEFA                  | Germania 2011    |
| 10  | Germania       | 13 settembre 2014            | UEFA           | Vincitore del gruppo 1 di qualificazione UEFA                  | Germania 2011    |
| 11  | Spagna         | 13 settembre 2014            | UEFA           | Vincitore del gruppo 2 di qualificazione UEFA                  | Debutto          |
| 12  | Francia        | 13 settembre 2014            | UEFA           | Vincitore del gruppo 7 di qualificazione UEFA                  | Germania 2011    |
| 13  | Svezia         | 13 settembre 2014            | UEFA           | Vincitore del gruppo 4 di qualificazione UEFA                  | Germania 2011    |
| 14  | Brasile        | 26 settembre 2014            | CONMEBOL       | Campione della Copa América 2014                               | Germania 2011    |
| 15  | Colombia       | 28 settembre 2014            | CONMEBOL       | Secondo posto nella Copa América 2014                          | Germania 2011    |
| 16  | Nigeria        | 22 ottobre 2014              | CAF            | Vincitore del Campionato africano 2014                         | Germania 2011    |
| 17  | Camerun        | 22 ottobre 2014              | CAF            | Secondo posto nel Campionato africano 2014                     | Debutto          |
| 18  | Stati Uniti    | 24 ottobre 2014              | CONCACAF       | Vincitore della CONCACAF Women's Championship 2014             | Germania 2011    |
| 19  | Costa Rica     | 24 ottobre 2014              | CONCACAF       | Secondo posto nella CONCACAF Women's Championship 2014         | Debutto          |
| 20  | Costa d'Avorio | 25 ottobre 2014              | CAF            | Terzo posto nel Campionato africano 2014                       | Debutto          |
| 21  | Messico        | 26 ottobre 2014              | CONCACAF       | Terzo posto nella CONCACAF Women's Championship 2014           | Germania 2011    |
| 22  | Nuova Zelanda  | 29 ottobre 2014              | OFC            | Vincitore della Coppa delle nazioni oceaniane femminile 2014   | Germania 2011    |
| 23  | Paesi Bassi    | 27 novembre 2014             | UEFA           | Vincitore dello spareggio nelle qualificazione UEFA            | Debutto          |
| 24  | Ecuador        | 2 dicembre 2014              | CONMEBOL       | Vincitore dello spareggio CONMEBOL-CONCACAF                    | Debutto          |

## Sorteggio
Il sorteggio dei gruppi si è svolto il 6 dicembre 2014 a Ottawa. Le sei teste di serie sono state determinate in base al Ranking mondiale femminile FIFA e assegnate ai sei gironi. In un girone non potevano affrontarsi squadre della stessa confederazione, escluse quelle della UEFA che potevano essere al massimo due per ogni gruppo.

### Urne
| Urna 1                                                                             | Urna 2                                                          | Urna 3                                                   | Urna 4                                                  |
| ---------------------------------------------------------------------------------- | --------------------------------------------------------------- | -------------------------------------------------------- | ------------------------------------------------------- |
| Canada (A1) Brasile (B1) Francia (C1) Germania (D1) Giappone (E1) Stati Uniti (F1) | Camerun Costa d'Avorio Nigeria Costa Rica Messico Nuova Zelanda | Australia Cina Corea del Sud Thailandia Colombia Ecuador | Inghilterra Paesi Bassi Norvegia Spagna Svezia Svizzera |

## Fase a gironi

### Gruppo A

#### Classifica finale
| Pos. | Squadra       | Pt | G | V | N | P | GF | GS | DR |
| ---- | ------------- | -- | - | - | - | - | -- | -- | -- |
| 1.   | Canada        | 5  | 3 | 1 | 2 | 0 | 2  | 1  | +1 |
| 2.   | Cina          | 4  | 3 | 1 | 1 | 1 | 3  | 3  | 0  |
| 3.   | Paesi Bassi   | 4  | 3 | 1 | 1 | 1 | 2  | 2  | 0  |
| 4.   | Nuova Zelanda | 2  | 3 | 0 | 2 | 1 | 2  | 3  | -1 |

#### Risultati
| Arbitro: | Kateryna Monzul' |

|                       |           |  |
| Sinclair 90+2’ (rig.) | Marcatori |  |

| Arbitro: | Quetzalli Alvarado |

|  |           |             |
|  | Marcatori | 33’ Martens |

| Arbitro: | Yeimy Martinez |

|                 |           |  |
| Wang Lisi 90+1’ | Marcatori |  |

| Edmonton 11 giugno 2015, ore 19:00 (UTC-6) | Canada            | 0 – 0 referto | Nuova Zelanda | Commonwealth Stadium (35 544 spett.)\| Arbitro: \| Bibiana Steinhaus \| |
| Arbitro:                                   | Bibiana Steinhaus |               |               |                                                                         |

| Arbitro: | Ri Hyang-ok |

|                |           |              |
| van de Ven 87’ | Marcatori | 10’ Lawrence |

| Arbitro: | Katalin Kulcsár |

|                                        |           |                         |
| Wang Lisi 41’ (rig.) Wang Shanshan 60’ | Marcatori | 28’ Stott 64’ Wilkinson |

### Gruppo B

#### Classifica finale
| Pos. | Squadra        | Pt | G | V | N | P | GF | GS | DR  |
| ---- | -------------- | -- | - | - | - | - | -- | -- | --- |
| 1.   | Germania       | 7  | 3 | 2 | 1 | 0 | 15 | 1  | +14 |
| 2.   | Norvegia       | 7  | 3 | 2 | 1 | 0 | 8  | 2  | +6  |
| 3.   | Thailandia     | 3  | 3 | 1 | 0 | 2 | 3  | 10 | -7  |
| 4.   | Costa d'Avorio | 0  | 3 | 0 | 0 | 3 | 3  | 16 | -13 |

#### Risultati
| Arbitro: | Anna-Marie Keighley |

|                                              |           |  |
| Rønning 16’ Herlovsen 29’, 34’ Hegerberg 68’ | Marcatori |  |

| Arbitro: | Carol Anne Chenard |

|                                                                                        |           |  |
| Šašić 3’, 14’, 31’ Mittag 29’, 35’, 64’ Laudehr 71’ Däbritz 75’ Behringer 79’ Popp 85’ | Marcatori |  |

| Arbitro: | Teodora Albon |

|           |           |            |
| Mittag 6’ | Marcatori | 61’ Mjelde |

| Arbitro: | Margaret Domka |

|                       |           |                                 |
| N'Guessan 4’ Nahi 88’ | Marcatori | 26’, 45+3’ Srimanee 75’ Chawong |

| Arbitro: | Gladys Lengwe |

|  |           |                                            |
|  | Marcatori | 24’ Leupolz 56’, 58’ Petermann 73’ Däbritz |

| Arbitro: | Salomé di Iorio |

|               |           |                                   |
| N'Guessan 71’ | Marcatori | 6’, 62’ Hegerberg 67’ Gulbrandsen |

### Gruppo C

#### Classifica finale
| Pos. | Squadra  | Pt | G | V | N | P | GF | GS | DR  |
| ---- | -------- | -- | - | - | - | - | -- | -- | --- |
| 1.   | Giappone | 9  | 3 | 3 | 0 | 0 | 4  | 1  | +3  |
| 2.   | Camerun  | 6  | 3 | 2 | 0 | 1 | 9  | 3  | +6  |
| 3.   | Svizzera | 3  | 3 | 1 | 0 | 2 | 11 | 4  | +7  |
| 4.   | Ecuador  | 0  | 3 | 0 | 0 | 3 | 1  | 17 | -16 |

#### Risultati
| Arbitro: | Katalin Kulcsár |

|                                                                                       |           |  |
| Ngono Mani 34’ Enganamouit 36’, 73’, 90+3’ (rig.) Manie 44’ (rig.) Onguéné 79’ (rig.) | Marcatori |  |

| Arbitro: | Lucila Venegas |

|                   |           |  |
| Miyama 29’ (rig.) | Marcatori |  |

| Arbitro: | Rita Gani |

|                                                                                                 |           |                  |
| Ponce 24’, 71’ (aut.) Aigbogun 45+2’ Humm 47’, 49’, 52’ Bachmann 60’ (rig.), 61’, 81’ Moser 76’ | Marcatori | 64’ (rig.) Ponce |

| Arbitro: | Pernilla Larsson |

|                           |           |            |
| Sameshima 6’ Sugasawa 17’ | Marcatori | 90’ Nchout |

| Arbitro: | Melissa Borjas |

|  |           |          |
|  | Marcatori | 5’ Ōgimi |

| Arbitro: | Claudia Umpierrez |

|                  |           |                            |
| Crnogorčević 24’ | Marcatori | 47’ Onguéné 62’ Ngono Mani |

### Gruppo D

#### Classifica finale
| Pos. | Squadra     | Pt | G | V | N | P | GF | GS | DR |
| ---- | ----------- | -- | - | - | - | - | -- | -- | -- |
| 1.   | Stati Uniti | 7  | 3 | 2 | 1 | 0 | 4  | 1  | +3 |
| 2.   | Australia   | 4  | 3 | 1 | 1 | 1 | 4  | 4  | 0  |
| 3.   | Svezia      | 3  | 3 | 0 | 3 | 0 | 4  | 4  | 0  |
| 4.   | Nigeria     | 1  | 3 | 0 | 1 | 2 | 3  | 6  | -3 |

#### Risultati
| Arbitro: | Ri Hyang-ok |

|                                                |           |                                  |
| Oparanozie 21’ (aut.) Fischer 31’ Sembrant 60’ | Marcatori | 50’ Okobi 53’ Oshoala 87’ Ordega |

| Arbitro: | Claudia Umpierrez |

|                            |           |              |
| Rapinoe 12’, 78’ Press 61’ | Marcatori | 27’ De Vanna |

| Arbitro: | Stéphanie Frappart |

|                |           |  |
| Simon 29’, 68’ | Marcatori |  |

| Winnipeg 12 giugno 2015, ore 19:00 (UTC-5) | Stati Uniti       | 0 – 0 referto | Svezia | Winnipeg Stadium (32 716 spett.)\| Arbitro: \| Sachiko Yamagishi \| |
| Arbitro:                                   | Sachiko Yamagishi |               |        |                                                                     |

| Arbitro: | Kateryna Monzul' |

|  |           |             |
|  | Marcatori | 45’ Wambach |

| Arbitro: | Lucila Venegas |

|             |           |               |
| De Vanna 5’ | Marcatori | 15’ Jakobsson |

### Gruppo E

#### Classifica finale
| Pos. | Squadra       | Pt | G | V | N | P | GF | GS | DR |
| ---- | ------------- | -- | - | - | - | - | -- | -- | -- |
| 1.   | Brasile       | 9  | 3 | 3 | 0 | 0 | 4  | 0  | +4 |
| 2.   | Corea del Sud | 4  | 3 | 1 | 1 | 1 | 4  | 5  | -1 |
| 3.   | Costa Rica    | 2  | 3 | 0 | 2 | 1 | 3  | 4  | -1 |
| 4.   | Spagna        | 1  | 3 | 0 | 1 | 2 | 2  | 4  | -2 |

#### Risultati
| Arbitro: | Salomé di Iorio |

|            |           |                      |
| Losada 13’ | Marcatori | 14’ Rodríguez Cedeno |

| Arbitro: | Esther Staubli |

|                              |           |  |
| Formiga 33’ Marta 53’ (rig.) | Marcatori |  |

| Arbitro: | Carol Chenard |

|           |           |  |
| Alves 44’ | Marcatori |  |

| Arbitro: | Carina Vitulano |

|                                      |           |                            |
| Ji So-yun 21’ (rig.) Jeon Ga-eul 25’ | Marcatori | 17’ Herrera 89’ Villalobos |

| Arbitro: | Efthalia Mitsi |

|  |           |               |
|  | Marcatori | 83’ Fernandes |

| Arbitro: | Anna-Marie Keighley |

|                                 |           |                    |
| Cho So-hyun 53’ Kim Soo-yun 78’ | Marcatori | 29’ "Vero" Boquete |

### Gruppo F

#### Classifica finale
| Pos. | Squadra     | Pt | G | V | N | P | GF | GS | DR |
| ---- | ----------- | -- | - | - | - | - | -- | -- | -- |
| 1.   | Francia     | 6  | 3 | 2 | 0 | 1 | 6  | 2  | +4 |
| 2.   | Inghilterra | 6  | 3 | 2 | 0 | 1 | 4  | 3  | +1 |
| 3.   | Colombia    | 4  | 3 | 1 | 1 | 1 | 4  | 3  | +1 |
| 4.   | Messico     | 1  | 3 | 0 | 1 | 2 | 2  | 8  | -6 |

#### Risultati
| Arbitro: | Efthalia Mitsi |

|               |           |  |
| Le Sommer 29’ | Marcatori |  |

| Arbitro: | Therese Neguel |

|             |           |           |
| Montoya 82’ | Marcatori | 36’ Pérez |

| Arbitro: | Qin Liang |

|  |           |                        |
|  | Marcatori | 19’ Andrade 90+3’ Usme |

| Arbitro: | Anna-Marie Keighley |

|                      |           |              |
| Kirby 71’ Carney 82’ | Marcatori | 90+1’ Ibarra |

| Arbitro: | Sachiko Yamagishi |

|  |           |                                                      |
|  | Marcatori | 1’ Delie 9’ (aut.) Ruiz 13’, 36’ Le Sommer 80’ Henry |

| Arbitro: | Carol Chenard |

|                                |           |               |
| Carney 15’ Williams 38’ (rig.) | Marcatori | 90+4’ Andrade |

### Confronto tra le terze classificate
Le quattro squadre con la miglior classifica si qualificano agli ottavi di finale. I criteri usati per determinare il miglior piazzamento sono, nell'ordine:
1. maggior numero di punti;
2. miglior differenza reti;
3. maggior numero di gol segnati;
4. sorteggio.

| Pos. | Gr. | Squadra     | Pt | G | V | N | P | GF | GS | DR |
| ---- | --- | ----------- | -- | - | - | - | - | -- | -- | -- |
| 1.   | F   | Colombia    | 4  | 3 | 1 | 1 | 1 | 4  | 3  | +1 |
| 2.   | A   | Paesi Bassi | 4  | 3 | 1 | 1 | 1 | 2  | 2  | 0  |
| 3.   | C   | Svizzera    | 3  | 3 | 1 | 0 | 2 | 11 | 4  | +7 |
| 4.   | D   | Svezia      | 3  | 3 | 0 | 3 | 0 | 4  | 4  | 0  |
| 5.   | B   | Thailandia  | 3  | 3 | 1 | 0 | 2 | 3  | 10 | -7 |
| 6.   | E   | Costa Rica  | 2  | 3 | 0 | 2 | 1 | 3  | 4  | -1 |

## Fase a eliminazione diretta

### Tabellone
|  | Ottavi di finale | Ottavi di finale | Ottavi di finale |             |                | Quarti di finale | Quarti di finale | Quarti di finale  |                   |          | Semifinali | Semifinali | Semifinali |                 |                 | Finale          | Finale | Finale |  |
|  |                  |                  |                  |             |                |                  |                  |                   |                   |          |            |            |            |                 |                 |                 |        |        |  |
|  | 2A               | Cina             | 1                |             |                |                  |                  |                   |                   |          |            |            |            |                 |                 |                 |        |        |  |
|  | 2A               | Cina             | 1                |             |                |                  |                  |                   |                   |          |            |            |            |                 |                 |                 |        |        |  |
|  | 2C               | Camerun          | 0                |             |                |                  |                  |                   |                   |          |            |            |            |                 |                 |                 |        |        |  |
|  | 2C               | Camerun          | 0                |             | Cina           | Cina             | 0                |                   |                   |          |            |            |            |                 |                 |                 |        |        |  |
|  |                  |                  |                  |             | Cina           | Cina             | 0                |                   |                   |          |            |            |            |                 |                 |                 |        |        |  |
|  |                  |                  | Stati Uniti      | Stati Uniti | 1              |                  |                  |                   |                   |          |            |            |            |                 |                 |                 |        |        |  |
|  | 1D               | Stati Uniti      | Stati Uniti      | Stati Uniti | 1              | 2                |                  |                   |                   |          |            |            |            |                 |                 |                 |        |        |  |
|  | 1D               | Stati Uniti      |                  |             |                |                  |                  |                   |                   |          |            |            |            |                 |                 |                 |        |        |  |
|  | 3F               | Colombia         | 0                |             |                |                  |                  |                   |                   |          |            |            |            |                 |                 |                 |        |        |  |
|  | 3F               | Colombia         | 0                |             | Stati Uniti    | Stati Uniti      | 2                |                   |                   |          |            |            |            |                 |                 |                 |        |        |  |
|  |                  |                  |                  |             |                |                  |                  |                   |                   |          |            |            |            |                 |                 |                 |        |        |  |
|  |                  |                  | Germania         | Germania    | 0              |                  |                  |                   |                   |          |            |            |            |                 |                 |                 |        |        |  |
|  | 1B               | Germania         | Germania         | Germania    | 0              | 4                |                  |                   |                   |          |            |            |            |                 |                 |                 |        |        |  |
|  | 1B               | Germania         |                  |             |                |                  |                  |                   |                   |          |            |            |            |                 |                 |                 |        |        |  |
|  | 3D               | Svezia           | 1                |             |                |                  |                  |                   |                   |          |            |            |            |                 |                 |                 |        |        |  |
|  | 3D               | Svezia           | 1                |             | Germania (dtr) | Germania (dtr)   | 1 (5)            |                   |                   |          |            |            |            |                 |                 |                 |        |        |  |
|  |                  |                  |                  |             | Germania (dtr) | Germania (dtr)   | 1 (5)            |                   |                   |          |            |            |            |                 |                 |                 |        |        |  |
|  |                  |                  | Francia          | Francia     | 1 (4)          |                  |                  |                   |                   |          |            |            |            |                 |                 |                 |        |        |  |
|  | 1F               | Francia          | Francia          | Francia     | 1 (4)          | 3                |                  |                   |                   |          |            |            |            |                 |                 |                 |        |        |  |
|  | 1F               | Francia          |                  |             |                |                  |                  |                   |                   |          |            |            |            |                 |                 |                 |        |        |  |
|  | 2E               | Corea del Sud    | 0                |             |                |                  |                  |                   |                   |          |            |            |            |                 |                 |                 |        |        |  |
|  | 2E               | Corea del Sud    | 0                |             | Stati Uniti    | Stati Uniti      | 5                |                   |                   |          |            |            |            |                 |                 |                 |        |        |  |
|  |                  |                  |                  |             |                |                  |                  |                   |                   |          |            |            |            |                 |                 |                 |        |        |  |
|  |                  |                  | Giappone         | Giappone    | 2              |                  |                  |                   |                   |          |            |            |            |                 |                 |                 |        |        |  |
|  | 1E               | Brasile          | Giappone         | Giappone    | 2              | 0                |                  |                   |                   |          |            |            |            |                 |                 |                 |        |        |  |
|  | 1E               | Brasile          |                  |             |                | 0                |                  |                   |                   |          |            |            |            |                 |                 |                 |        |        |  |
|  | 2D               | Australia        | 1                |             |                |                  |                  |                   |                   |          |            |            |            |                 |                 |                 |        |        |  |
|  | 2D               | Australia        | 1                |             | Australia      | Australia        | 0                |                   |                   |          |            |            |            |                 |                 |                 |        |        |  |
|  |                  |                  |                  |             | Australia      | Australia        | 0                |                   |                   |          |            |            |            |                 |                 |                 |        |        |  |
|  |                  |                  | Giappone         | Giappone    | 1              |                  |                  |                   |                   |          |            |            |            |                 |                 |                 |        |        |  |
|  | 1C               | Giappone         | Giappone         | Giappone    | 1              | 2                |                  |                   |                   |          |            |            |            |                 |                 |                 |        |        |  |
|  | 1C               | Giappone         |                  |             |                |                  |                  |                   |                   |          |            |            |            |                 |                 |                 |        |        |  |
|  | 3A               | Paesi Bassi      | 1                |             |                |                  |                  |                   |                   |          |            |            |            |                 |                 |                 |        |        |  |
|  | 3A               | Paesi Bassi      | 1                |             | Giappone       | Giappone         | 2                |                   |                   |          |            |            |            |                 |                 |                 |        |        |  |
|  |                  |                  |                  |             |                |                  |                  |                   |                   |          |            |            |            |                 |                 |                 |        |        |  |
|  |                  |                  | Inghilterra      | Inghilterra | 1              |                  |                  |                   |                   |          |            |            |            |                 |                 |                 |        |        |  |
|  | 2B               | Norvegia         | Inghilterra      | Inghilterra | 1              | 1                |                  |                   |                   |          |            |            |            | Finale 3º posto | Finale 3º posto | Finale 3º posto |        |        |  |
|  | 2B               | Norvegia         |                  |             |                |                  |                  |                   |                   |          |            |            |            |                 |                 |                 |        |        |  |
|  | 2F               | Inghilterra      | 2                |             |                |                  |                  |                   |                   |          |            |            |            |                 |                 |                 |        |        |  |
|  | 2F               | Inghilterra      | 2                |             | Inghilterra    | Inghilterra      | 2                |                   |                   | Germania | Germania   | 0          |            |                 |                 |                 |        |        |  |
|  |                  |                  |                  |             | Inghilterra    | Inghilterra      | 2                |                   |                   | Germania | Germania   | 0          |            |                 |                 |                 |        |        |  |
|  |                  |                  | Canada           | Canada      | 1              |                  |                  | Inghilterra (dts) | Inghilterra (dts) | 1        |            |            |            |                 |                 |                 |        |        |  |
|  | 1A               | Canada           | Canada           | Canada      | 1              | 1                |                  | Inghilterra (dts) | Inghilterra (dts) | 1        |            |            |            |                 |                 |                 |        |        |  |
|  | 1A               | Canada           |                  |             |                |                  |                  |                   |                   |          |            |            |            |                 |                 |                 |        |        |  |
|  | 3C               | Svizzera         | 0                |             |                |                  |                  |                   |                   |          |            |            |            |                 |                 |                 |        |        |  |

### Ottavi di finale
| Arbitro: | Ri Hyang-ok |

|                                               |           |              |
| Mittag 24’ Šašić 36’ (rig.), 78’ Marozsán 88’ | Marcatori | 82’ Sembrant |

| Arbitro: | Bibiana Steinhaus |

|                   |           |  |
| Wang Shanshan 12’ | Marcatori |  |

| Arbitro: | Teodora Albon |

|  |           |           |
|  | Marcatori | 80’ Simon |

| Arbitro: | Salomé di Iorio |

|                         |           |  |
| Delie 4’, 48’ Thomis 8’ | Marcatori |  |

| Arbitro: | Anna-Marie Kheigley |

|              |           |  |
| Bélanger 52’ | Marcatori |  |

| Arbitro: | Esther Staubli |

|                 |           |                         |
| Gulbrandsen 54’ | Marcatori | 61’ Houghton 76’ Bronze |

| Arbitro: | Stéphanie Frappart |

|                             |           |  |
| Morgan 53’ Lloyd 66’ (rig.) | Marcatori |  |

| Arbitro: | Lucila Venegas |

|                                         |           |                  |
| Saori Ariyoshi 10’ Mizuho Sakaguchi 78’ | Marcatori | 90+2’ van de Ven |

### Quarti di finale
| Arbitro: | Carol Chenard |

|                                        |                      |                                   |
| Šašić 84’ (rig.)                       | Marcatori            | 64’ Nécib                         |
| Behringer Laudehr Peter Marozsán Šašić | Tiri di rigore 5 – 4 | Thiney Abily Nécib Renard Lavogez |

| Arbitro: | Carina Vitulano |

|  |           |           |
|  | Marcatori | 51’ Lloyd |

| Arbitro: | Kateryna Monzul' |

|  |           |                   |
|  | Marcatori | 87’ Mana Iwabuchi |

| Arbitro: | Claudia Umpierrez |

|                       |           |              |
| Taylor 11’ Bronze 14’ | Marcatori | 42’ Sinclair |

### Semifinali
| Arbitro: | Teodora Albon |

|                             |           |  |
| Lloyd 69’ (rig.) O'Hara 84’ | Marcatori |  |

| Arbitro: | Anna-Marie Kheigley |

|                                        |           |                     |
| Miyama 33’ (rig.) Bassett 90+2’ (aut.) | Marcatori | 40’ (rig.) Williams |

### Finale terzo posto
| Arbitro: | Ri Hyang-ok |

|  |           |                      |
|  | Marcatori | 108’ (rig.) Williams |

### Finale
| Arbitro: | Kateryna Monzul' |

|                                         |           |                               |
| Lloyd 3’, 5’, 16’ Holiday 14’ Heath 54’ | Marcatori | 27’ Ōgimi 52’ (aut.) Johnston |

## Statistiche

### Classifica marcatrici
Classifica definitiva al 5 luglio 2015.
6 reti
- Célia Šašić (2 rig.)
- Carli Lloyd (2 rig.)

5 reti
- Anja Mittag

3 reti
- Kyah Simon
- Gaëlle Enganamouit (1 rig.)
- Marie-Laure Delie

- Eugénie Le Sommer
- Fara Williams (3 rig.)
- Ada Hegerberg

- Ramona Bachmann (1 rig.)
- Fabienne Humm

2 reti
- Lisa De Vanna
- Wang Lisi
- Wang Shanshan
- Madeleine Ngono Mani
- Gabrielle Onguéné (1 rig.)
- Christine Sinclair
- Lady Andrade

- Ange N'Guessan
- Sara Däbritz
- Lena Petermann
- Aya Miyama (2 rig.)
- Yūki Ōgimi
- Lucy Bronze
- Karen Carney

- Isabell Herlovsen
- Solveig Gulbrandsen
- Kirsten van de Ven
- Megan Rapinoe
- Linda Sembrant
- Orathai Srimanee

1 rete
- Alves
- Formiga
- Marta (1 rig.)
- Raquel Fernandes
- Christine Manie (1 rig.)
- Ajara Nchout
- Josée Bélanger
- Ashley Lawrence
- Daniela Montoya
- Catalina Usme
- Jeon Ga-eul
- Cho So-hyun
- Kim Soo-yun
- Ji So-yun (1 rig.)
- Josée Nahi
- Melissa Herrera
- Raquel Rodríguez Cedeno
- Karla Villalobos
- Angie Ponce
- Melanie Behringer

- Simone Laudehr
- Melanie Leupolz
- Dzsenifer Marozsán
- Alexandra Popp
- Saori Ariyoshi
- Mana Iwabuchi
- Mizuho Sakaguchi
- Aya Sameshima
- Yuika Sugasawa
- Amandine Henry
- Louisa Nécib
- Élodie Thomis
- Steph Houghton
- Fran Kirby
- Jodie Taylor
- Ngozi Okobi
- Francisca Ordega
- Asisat Oshoala
- Maren Mjelde
- Trine Rønning

- Rebekah Stott
- Hannah Wilkinson
- Fabiola Ibarra
- Verónica Pérez
- Lieke Martens
- Tobin Heath
- Lauren Holiday
- Christen Press
- Alex Morgan
- Kelley O'Hara
- Abby Wambach
- Verónica "Vero" Boquete
- "Vicky" Losada
- Nilla Fischer
- Sofia Jakobsson
- Eseosa Aigbogun
- Ana-Maria Crnogorčević
- Martina Moser
- Thanatta Chawong

Autoreti
- Angie Ponce (2 in favore della Svizzera)
- Laura Bassett (in favore del Giappone)
- Desire Oparanozie (in favore della Svezia)
- Jennifer Ruiz (in favore della Francia)
- Julie Johnston (in favore del Giappone)